# Arvid Blomberg (militär)
Johan Arvid Blomberg, född den 4 november 1866 i Fliseryds församling, Kalmar län, död den 7 mars 1955 i Stockholm, var en svensk militär och ingenjör. Han var far till Stig Blomberg.
Blomberg avlade avgångsexamen från Kungliga Tekniska högskolan 1892. Han blev löjtnant vid Väg- och vattenbyggnadskåren 1897, kapten 1907 och major 1912. Blomberg  var avdelningsingenjör och arbetschef vid ett flertal järnvägsbyggen 1893–1906, kontrollingenjör vid diverse järnvägs- och brobyggen 1905–1917, distriktsingenjör i östra distriktet 1899–1912 och distriktschef i södra distriktet 1912–1931. Han befordrades till överstelöjtnant i Väg- och vattenbyggnadskåren 1927 och var väginspektör vid Väg- och vattenbyggnadsstyrelsen 1930–1933. Blomberg blev riddare av Vasaorden 1911 och av Nordstjärneorden 1919. Han vilar på Norra begravningsplatsen utanför Stockholm.